# Corno alle Scale
Il Corno alle Scale (1 945 m s.l.m.) è una montagna dell'Appennino tosco-emiliano (Appennino bolognese e Montagna pistoiese), situata nel territorio del comune di Lizzano in Belvedere, con il versante settentrionale e la vetta inclusa interamente nell'area della città metropolitana di Bologna, della quale costituisce la maggiore altitudine e parte del versante meridionale inclusa invece nel comune di San Marcello Piteglio in provincia di Pistoia. Il nome deriva dalla singolare forma della parete settentrionale, costituita da una serie di balze rocciose a gradinate.
Classificato come sito di interesse comunitario e zona di protezione speciale (IT405002), a sua volta parte del Parco regionale del Corno alle Scale, istituito nel 1988, a essa sono dedicati componimenti poetici di Vico Faggi, poeta e drammaturgo modenese, genovese d'adozione ed è sede di un'importante stazione sciistica dell'Appennino settentrionale.

## Descrizione

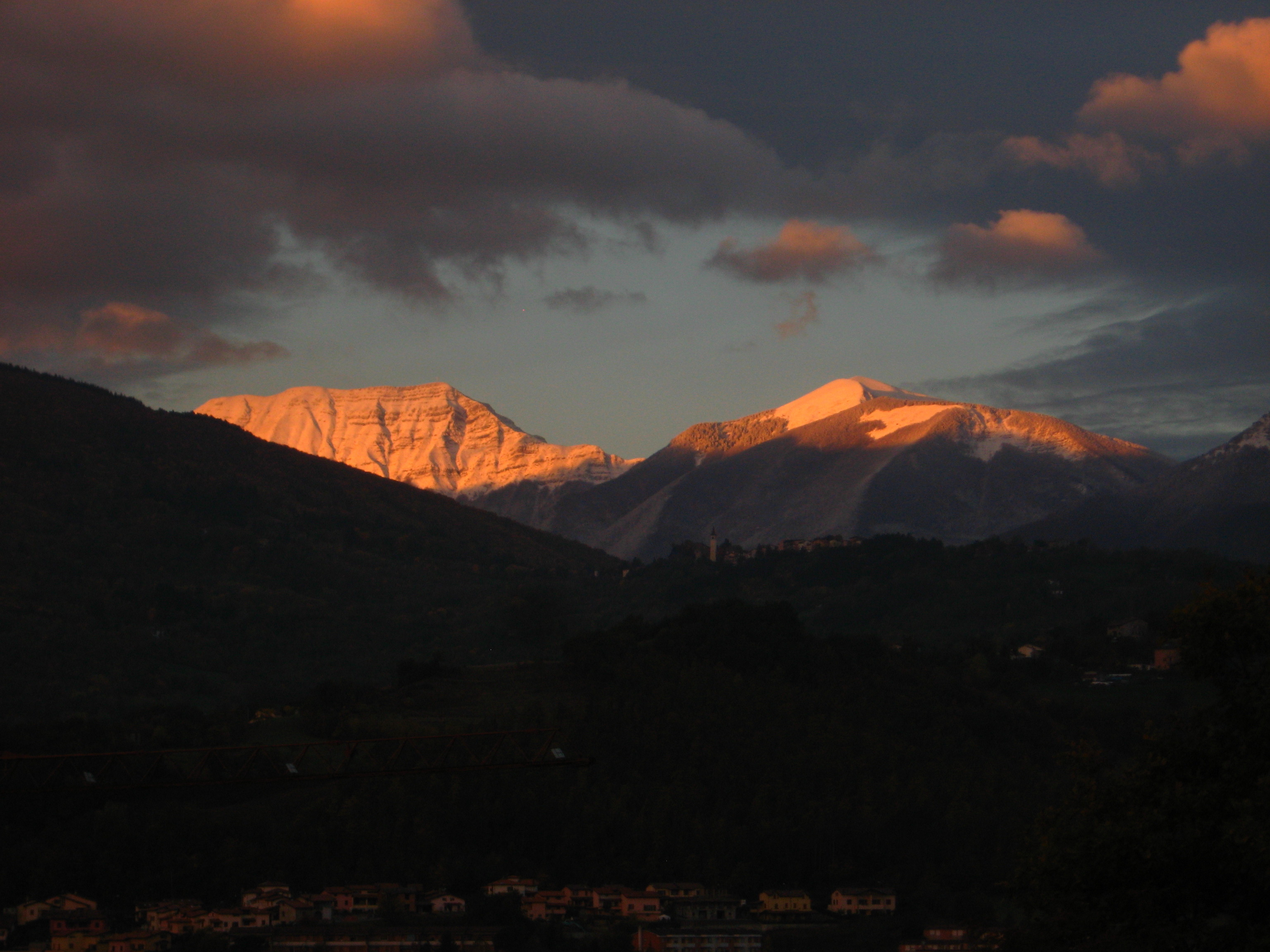
Il Monte Corno alle Scale all'alba

L'unico accesso stradale percorribile in auto è la strada provinciale 71 "del Cavone", che da Vidiciatico, frazione di Lizzano in Belvedere, risale la valle del torrente Dardagna e si arresta oltre il rifugio "Cavone", a circa 1 500 m s.l.m. in prossimità di alcuni impianti di risalita. La montagna è raggiungibile anche dal versante modenese e da quello pistoiese.

### Versanti
Sono 3 e fanno parte di altrettanti distinti bacini idrografici affacciati su due mari.
- Versante Est - si affaccia sulla provincia bolognese e fa parte del bacino del fiume Reno tramite il suo affluente Silla: le sue acque quindi portano nel mare Adriatico. Il versante si presenta molto impervio e caratterizzato da una parete a balze rocciose pressoché verticale specialmente la parte più settentrionale sotto Punta Sofia, chiamata "Balzi dell'Ora", che confina con il Monte La Nuda. Questa parete di circa 1 000 m non trova riscontro in nessun'altra formazione orografica appenninica, eccetto che in Abruzzo. Vi si trova anche il percorso dei Balzi dell'ora che è indicato per escursionisti esperti da apposita cartellonistica sul posto: si tratta infatti di un itinerario completamente esposto, che richiede esperienza, concentrazione costante e totale assenza di vertigini.
- Versante Ovest - è il meno impervio dei 3, presentandosi con gibbosità ricoperte da praterie sopra i 1 500 m. Si affaccia sulla provincia modenese e ospita tutti gli impianti della stazione sciistica per gli sport invernali e diversi sentieri turistici per il trekking estivo per tutte le età. Fa parte del bacino del Po tramite il Torrente Leo affluente del Dardagna che a sua volta co-genera il Panaro, ultimo affluente di destra del lungo fiume italiano le cui acque portano in Adriatico.
- Versante Sud - molto scosceso, si affaccia sulla provincia pistoiese e fa parte del bacino del fiume Serchio tramite il torrente Verdiana che confluisce nel Lima affluente del Serchio.
- . Le acque quindi, sfociano nel mare Tirreno.

### Orografia
La montagna è caratterizzata da 3 vette:
- Punta Sofia - 1 939 m - è il picco più settentrionale con la grande croce metallica alta 15 m visibile da grande distanza che si affaccia sui Balzi dell'Ora e meta di tanti escursionisti che erroneamente la ritengono la vetta principale.
- Corno alle Scale - 1 945 m - si trova al centro del monte e costituisce il vertice principale di triangolazione delle rete geodetica italiana come documentato in loco.
- Punta Giorgina - 1 927 m - si trova più a sud ed è la meno nota, frequentata e alta. Ma non per questo irrilevante, in quanto è fisicamente il centro dello spartiacque di 3 bacini idrografici.

### Clima

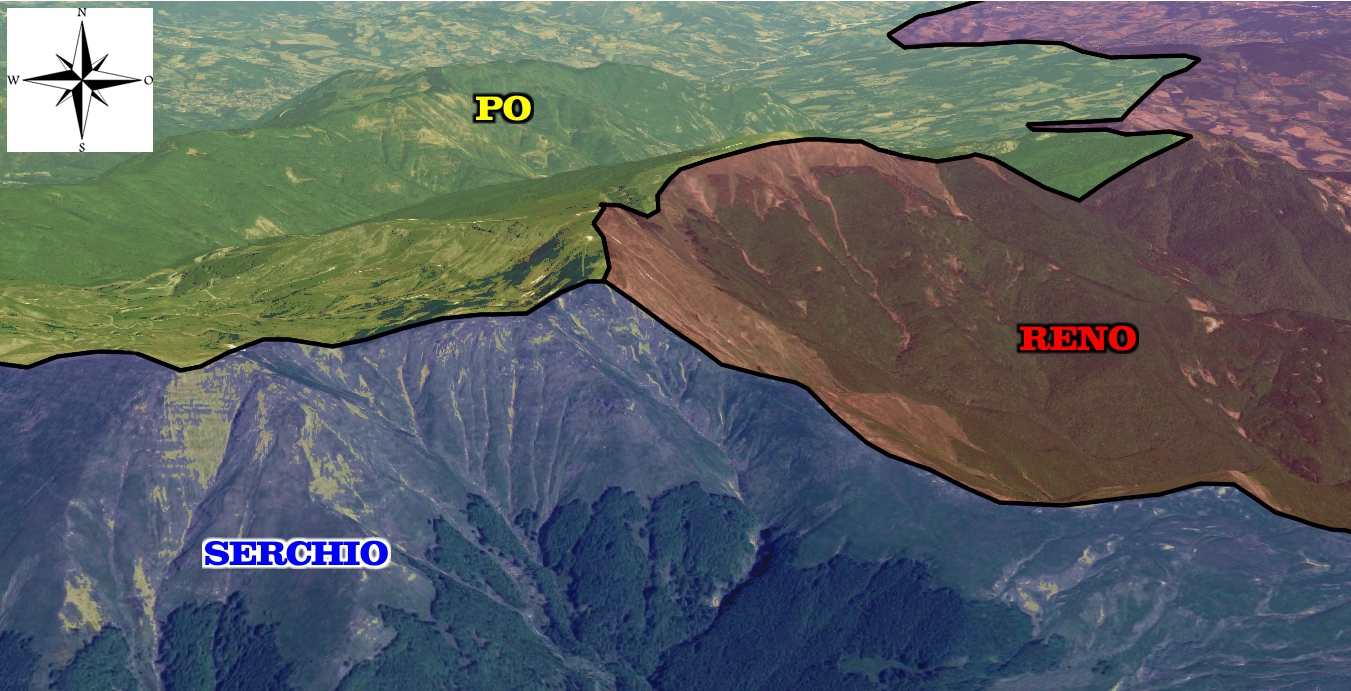
I tre bacini che fanno capo al Corno alle Scale

Il clima è estremamente variabile anche all'interno della stessa stagione: rannuvolamenti improvvisi possono causarsi per la diretta esposizione alle correnti umide provenienti dal Tirreno, dando luogo ad abbondanti rovesci (circa 4 000 mm/anno). Ma l'esposizione a sud-ovest offre anche campo libero ai venti, che quando presenti, sono il vero cruccio degli operatori degli impianti sciistici. Sovente soffiano venti con velocità superiori a 100 km/h anche in piena estate le cui temperature notturne si aggirano sui 10 °C.

## Turismo

### Stazione sciistica
La stazione sciistica è compresa interamente nella provincia di Bologna, l'unica della provincia stessa. È qui che il campione bolognese di sci alpino Alberto Tomba ha mosso i suoi primi passi e oggi due piste del comprensorio sono a lui dedicate.
Si estende in una sorta di anfiteatro naturale che dalla cima giunge fino al lago Scaffaiolo.
Sono presenti circa 36 chilometri di piste per lo sci alpino, servite da 5 seggiovie, una sciovia e un marciapiede mobile per una portata complessiva di circa 10 000 persone all'ora. L'innevamento artificiale copre circa l'80% delle piste.
Per lo sci di fondo sono presenti due anelli: uno di 4 km, raggiungibile con la seggiovia "Le Malghe" e uno per principianti, nei pressi del rifugio "Cavone".
Per lo snowboard è presente uno snow park (ovvero un'area attrezzata per evoluzioni acrobatiche) in località "Le Malghe" e una pista riservata servita dalla seggiovia "Cavone".
Per i bambini viene allestito nei fine settimana un baby park attrezzato con giochi gonfiabili.

### Trekking, alpinismo e arrampicata sportiva

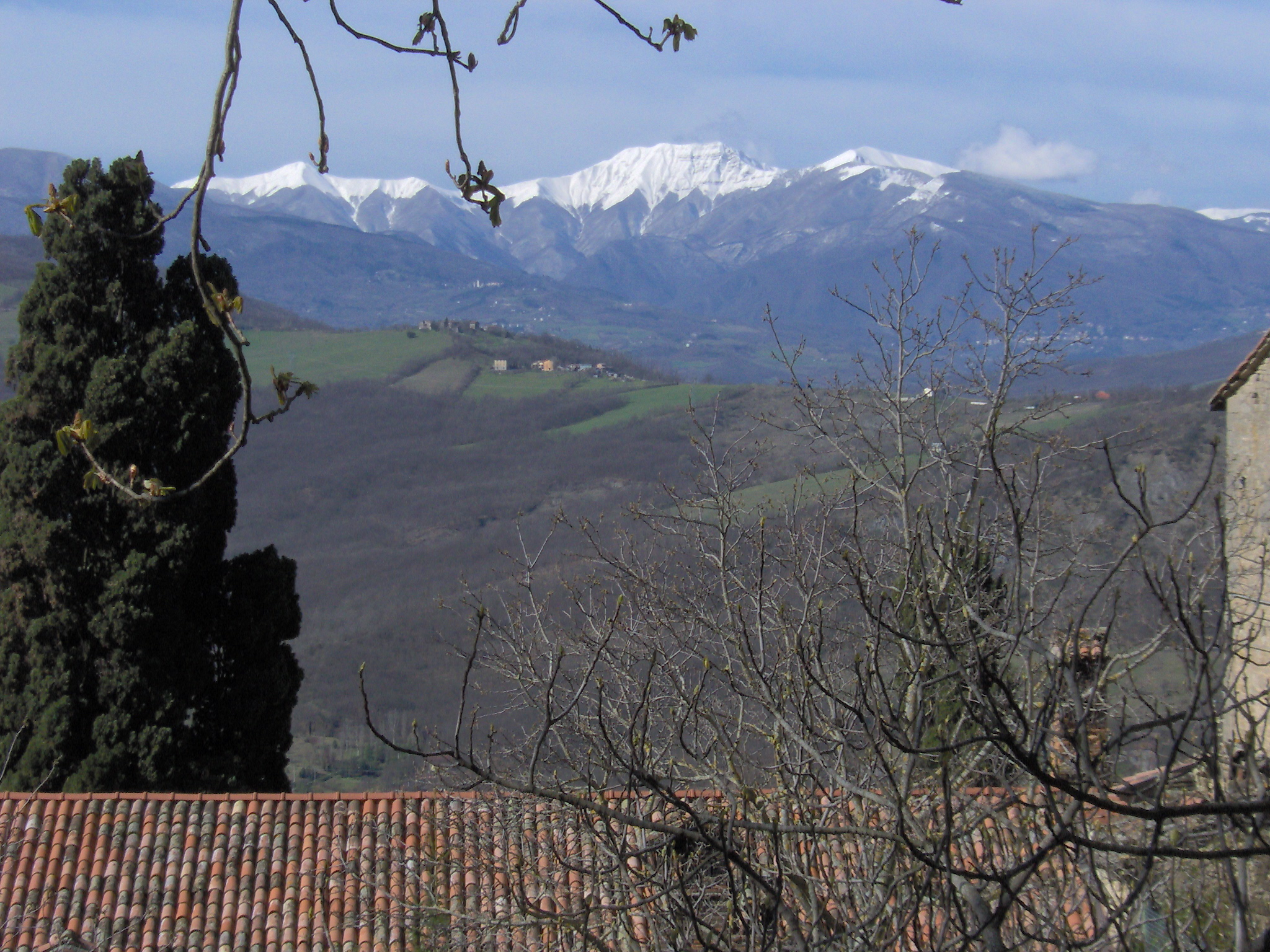
Corno alle Scale

La montagna offre diversi percorsi escursionistici per tutti i livelli, dai più turistici ai più tecnici:
- CAI 119 BO: Rif. Segavecchia - Corno alle Scale
- CAI 129 BO: Rocca Corneta - La Cà - passo di Saltiolo - Sboccata dei Bagnadori - m.te La Nuda - Corno alle Scale - p.sso Strofinatoio
- CAI 329 BO: Cavone - Le Malghe - Lago Scaffaiolo
- CAI 329A BO: Percorso CAI 329 BO - Rif. Sasseto - passo Strofinatoio
- CAI 335 BO: Cavone - Passo Porticciola - Corno alle Scale
- AVP Alta via dei Parchi: Alta via che dall'Emilia Romagna, transitando per il Corno alle Scale, collega Toscana e Marche
- CAI 00 Sentiero Italia - Grande escursione appenninica Tappa 13

La via più breve e facile per raggiungere a piedi la vetta è prendere dal Cavone la strada forestale che serve il rifugio Le Rocce e poi proseguire sul CAI 335 BO.

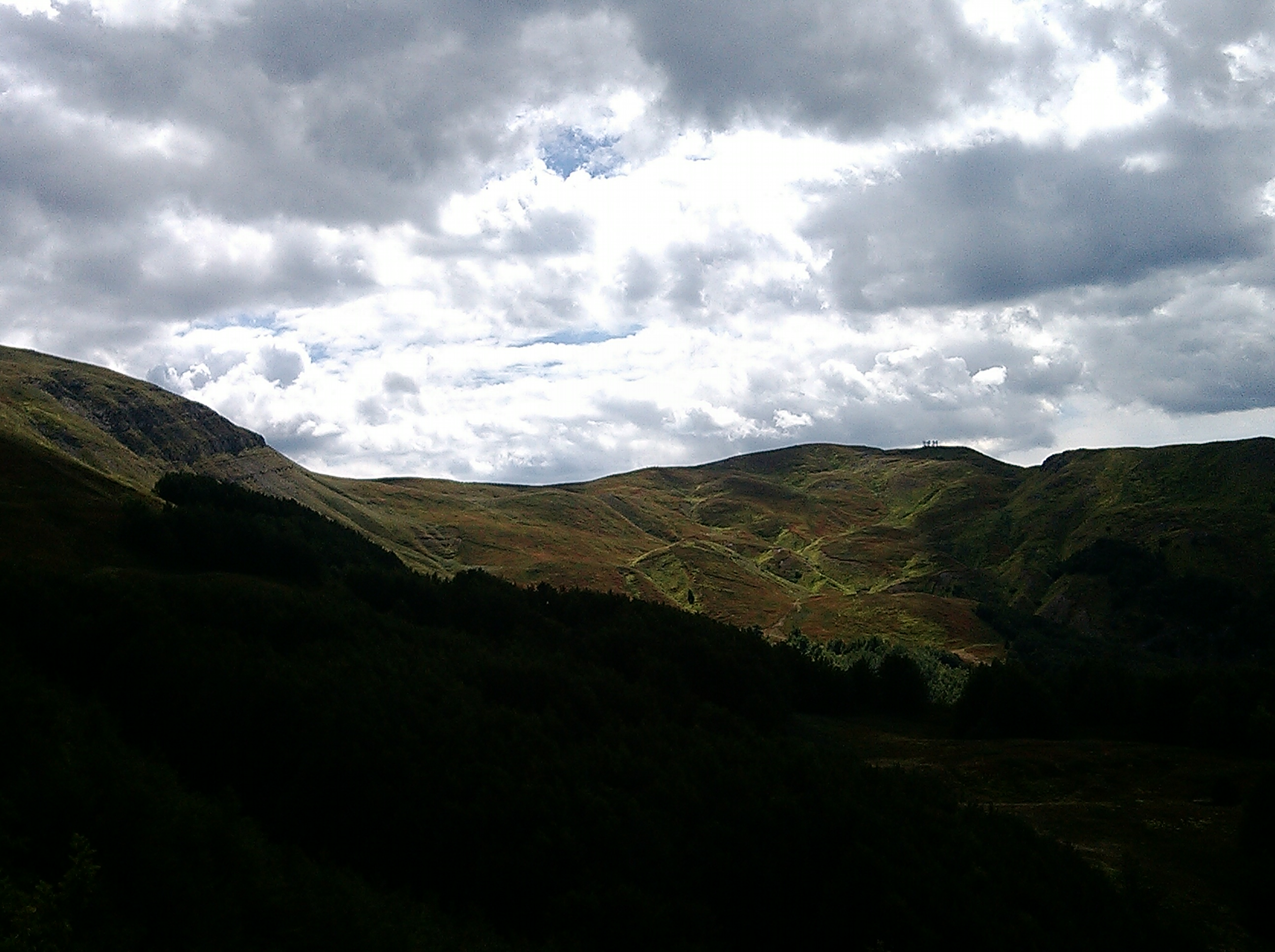
Vista da Passo del Lupo

Sul fronte alpinistico durante la stagione invernale i canali che scendono lungo i fianchi rappresentano una meta ambita per gli alpinisti della zona e per i corsi CAI: lungo la parete nord si aprono quattro canali di difficoltà crescente, mentre vicino ai Balzi dell'Ora è presente il Canalone dei Bolognesi, il più impegnativo, valutato tra AD+ e D a seconda delle condizioni. Anche il versante est, con buon innevamento, viene salito lungo i solchi con pendenze sui 45°.
Per quanto riguarda l'arrampicata, dalla primavera del 2011, i massi di arenaria che si scoprono dalla neve nella stagione estiva, sono un importante punto d'interesse per la pratica del bouldering. Alpinisticamente il Corno alle Scale è la vetta più interessante dell'omonimo parco.

### Ciclismo
Nel 2004 fu arrivo della terza tappa del Giro d'Italia, vinta dal trentino Gilberto Simoni.